# Bridgefy
Bridgefy (legalmente Bridgefy, Inc.) es una empresa mexicana de software con sede en Ciudad de México y San Francisco, California. Se dedica al desarrollo de tecnología de redes en malla de  para aplicaciones móviles. Fue fundada alrededor de 2014 por Jorge Ríos, después de concebir la idea mientras participaba en una competencia tecnológica llamada StartupBus. La tecnología de red ad hoc inalámbrica para teléfonos inteligentes de Bridgefy, aparentemente utilizando Bluetooth Mesh, tiene licencia para otras aplicaciones. La aplicación ganó popularidad durante las protestas en diferentes países, ya que puede operar sin Internet, utilizando Bluetooth en su lugar. Conscientes de los problemas de seguridad de no usar criptografía y las críticas que la rodean, Bridgefy anunció a fines de octubre de 2020 que adoptaron el protocolo Signal, tanto en su aplicación como en SDK, para mantener la información privada.

## Uso
La aplicación ganó popularidad como táctica de comunicación durante las protestas en Hong Kong de 2019-2021, las protestas de la Ley de Enmienda de Ciudadanía en la India y la revolución birmana tras el golpe de Estado en Birmania de 2021, porque requiere que las personas que desean interceptar el mensaje estén físicamente cerca debido al alcance limitado de Bluetooth y la capacidad de conectar dispositivos en cadena para enviar mensajes más allá del alcance de Bluetooth.

## Seguridad
En agosto de 2020, los investigadores publicaron un artículo que describe numerosos ataques contra la aplicación, que permiten desanonimizar a los usuarios, construir gráficos sociales de las interacciones de los usuarios (tanto en tiempo real como después del hecho), descifrar y leer mensajes directos, suplantar usuarios a cualquier otra persona en la red, apagar completamente la red, realizar ataques de intermediario para leer mensajes e incluso modificarlos. En respuesta a las revelaciones, los desarrolladores reconocieron que «ninguna parte de la aplicación Bridgefy está encriptada ahora" y dieron una vaga promesa de lanzar una nueva versión "encriptada con los mejores protocolos de seguridad». Los desarrolladores posteriores dijeron que planean cambiar al protocolo Signal, que es ampliamente reconocido por los criptógrafos y utilizado por Signal y WhatsApp, lográndolo tanto en la aplicación Bridgefy como en el SDK a fines de octubre de 2020. Varias de las mejoras incluyen la imposibilidad de que una tercera persona se haga pasar por cualquier otro usuario, los ataques man-in-the-middle realizados mediante la modificación de claves almacenadas y el seguimiento de proximidad histórica; entre otros.